# 조성남초등학교
조성남초등학교는 대한민국 전라남도 보성군에 있는 공립 초등학교이다.

## 학교 연혁
- 1946년 4월 15일: 조성남국민학교 개교

## 참고 자료
- 조성남초등학교 - 한국교육학술정보원 학교알리미